# Tchaïka (film)
Pour plus de détails, voir Fiche technique et Distribution.
Tchaïka (en russe : Чайка) est un documentaire sur les affaires de corruption du procureur général de la fédération de Russie Iouri Tchaïka et ses fils Artyom Tchaïka et Igor Tchaïka.

## Prix
Prix de ArtDocFest festival (nomination ArtDocSet') en 2015.

## Après
Le groupe Pussy Riot a créé le clip musical Tchaïka, inspiré par ce film.